# Platypalpus xiaowutaiensis
Platypalpus xiaowutaiensis är en tvåvingeart som beskrevs av Yang och Weihai 2005. Platypalpus xiaowutaiensis ingår i släktet Platypalpus och familjen puckeldansflugor. Inga underarter finns listade i Catalogue of Life.